# Auzeodes
Auzeodes là một chi bướm đêm thuộc họ Geometridae.

## Các loài
- Auzeodes chalybeata (Walker, 1866)